# Топонимия Французской Гвианы
Топонимия Французской Гвианы — совокупность географических названий, включающая наименования природных и культурных объектов на территории Французской Гвианы. Структура и состав топонимии обусловлены такими факторами, как состав населения, история освоения и географическое положение.

## Название страны
Официальное название страны, являющейся заморским регионом и заморским департаментом Франции — Гвиана (Guyane), уточнение «Французская» восходит к тем временам, когда существовало пять колоний под названием «Гвиана»: испанская (ныне восток Венесуэлы), британская (ныне Гайана), нидерландская (ныне Суринам), португальская (ныне север Бразилии, включая штаты Амапа и Пара) и французская. Название «Гвиана», по оценке Е. М. Поспелова, выводится из индейских языков: на тупи guai — «река» и -ana — увеличительный суффикс; таким образом, название страны означает «(страна) обильных вод» или «большой воды», «многих вод». Наряду с этим, В. А. Никонов упоминает точку зрения, согласно которой название стране дали испанцы по этнониму обитавшему в этой местности индейского племени, который означал «почитаемые, уважаемые», хотя и выражает скепсис по поводу этой гипотезы.

## Формирование и состав топонимии
К моменту начала европейской колонизации восток континента не имел постоянных поселений, и топонимия здесь сформировалась на зачаточном, микротопонимическом уровне. В современной топонимии Французской Гвианы, как и в абсолютном большинстве стран Южной Америки, топонимисты выделяют два основных пласта — аборигенный (индейский) и европейский. Так, название административного центра страны — Кайенна, по мнению Е. М. Поспелова, представляют собой другую форму передачи того же местного топонима, который использовался для названия местности в целом — «Гвиана» и имеет значение «страна обильных вод». Топонимы административно-территориальных единиц страны (коммун) имеют как французское происхождение — Сен-Лоран-дю-Марони, Гран-Санти, Сен-Жорж-де-Луапок, Сен-Эли, Монсинери-Тоннегранд, Ремир-Монжоли, так и аборигенное — Авала-Ялимапо, Папаиштон, Марипасула, Уанари, Иракубо и другие. В целом топонимия страны изучена крайне слабо.